# رودولفو نافارو
رودولفو نافارو (بالإسبانية: Rodolfo Navarro)‏ هو لاعب كرة قدم مكسيكي، ولد في 10 سبتمبر 1974.